# Krnács Ágota

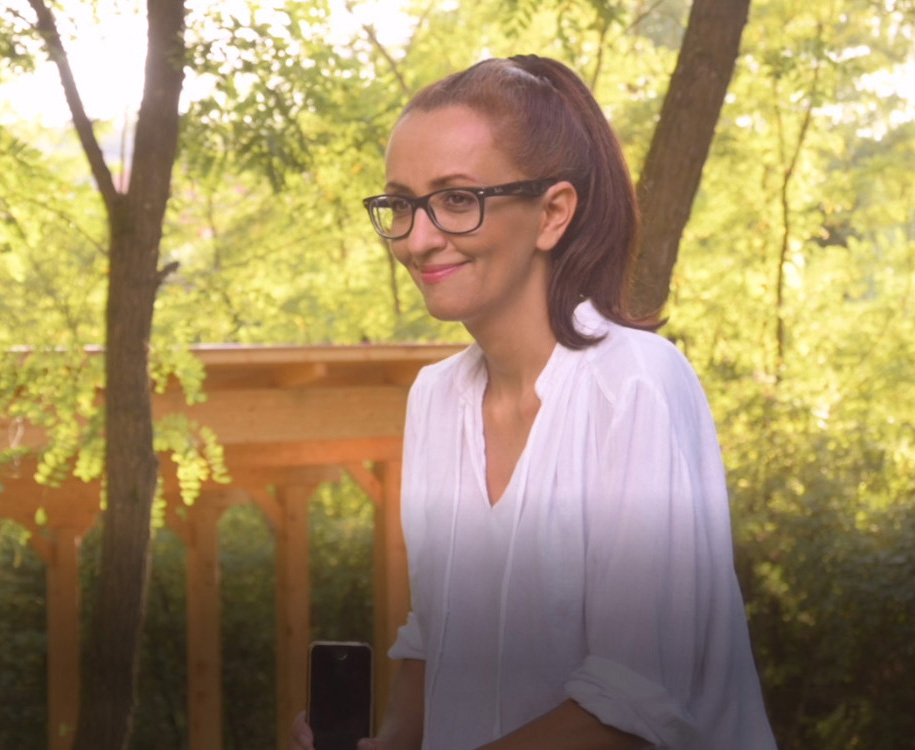
Krnács Ágota, 2021 (Cered)

Krnács Ágota Karola (Mezőhegyes, 1976. augusztus 10. –) képzőművész, tervezőgrafikus.

## Életpálya
Mezőhegyesen született, de gyermekkora az érettségiig Békéscsabához köthető. A Bessenyei György Tanárképző Főiskola (ma Nyíregyházi Egyetem) rajz-vizuális kommunikáció szak elvégzése után a Magyar Iparművészeti Egyetem (ma MOME) posztgraduális szakán szerezte diplomáját.
Az egyetem elvégzése közben vizuális kultúrát tanított Budapesten, majd magánórákat adott szabadkézi rajzból. 2000-05-ig különböző reklámügynökségeknél volt tervezőgrafikus, de autonóm képzőművészeti tevékenységét ez idő alatt is folytatta.
2005-09 között Dublinban élt, senior graphic designerként és szabadúszó képzőművészként dolgozott.
2008-ban a Dublini Magyar Nagykövetségen tartott bemutatkozó kiállítása után több dublini galéria is kiállította munkáit. Ugyanebben az évben kezdett el kisfilmek vágásával foglalkozni, majd operatőri feladatokkal bővült tevékenységeinek köre. Különböző médiumok (rajz, festészet, elektrográfia, fotó, videó, film) között ingázó művész.
2002-ben megalapította az 1-ek-et. 2003-ban csatlakozott a Ceredi Nemzetközi Kortárs Művésztelephez, mellyel folyamatosan állítanak ki hazai és nemzetközi porondon. 2006-tól rendszeresen állít ki a Magyar Elektrográfiai Társasággal (MET), amely 2010-ben tagjai közé választotta. 2011-ben megalakult az Artcolony Cered, melynek alapítótagja és vizuális koncepció felelőse lett. Mindkét egyesületben szervezői és tervezőgrafikai munkát is végez
2012-ben felvették a Magyar Alkotóművészek Országos Egyesülete (MAOE) képgrafika tagozatára. 2015-19 között kreatív menedzser a SIAC Splitska Nemzetközi Művésztelep artists-in-residences programban (Brač, HR), 2016-ban a Magyar Képzőművészeti és Iparművészeti Társaságok Szövetsége (MKITSZ) Simsay Ildikó-díjjal tüntette ki. 2018-tól a Békéstáji Művészeti Társaság (BMT) tagja lett. 2019-től a MANK műterem bérletjogát nyerte el, ahol VTHM / WTHA (VízToronyHáz Műterem / WaterTowerHouse Atelier) néven nyitotta meg műtermét, valamint kulturális és kiállítóteret alakított ki.

## Tanulmányok
- 1995–1999 Bessenyei György Tanárképző Főiskola (Rajz - Vizuális kommunikáció / tervezőgrafikai specializáció). Tanárai: Bodó Károly, Horváth János, Szepessy Béla, Soltész István .
- 1999–2002 Magyar Iparművészeti Egyetem, MA (Vizuális nevelő és környezetkultúra / grafika-fotó-videó). Mesterei: Szemethy Imre, Féner Tamás, Pálfi György.

## Díjak, elismerések
- 1994 Országos Középiskolai Rajzpályázat - Reguly Társaság, I. díj
- 1998 International Postage Stamp Design Contest, Ministry of Posts and Telecommunications (Tokyo, Japan) Merit Prize
- 2000 “Érzed? Coca-Cola” (karikatúra pályázat) Nívódíj, Közönségdíj
- 2002 Westend City Center (fotópályázat) Közönségdíj
- 2002 V. Országos Groteszk Biennálé, Kaposvár Város Díja
- 2005 VI. Országos Groteszk Triennálé, Magyar Elektrográfiai Társaság Díja
- 2006 Metro Herald (IRL) - Weekly Frame Academy (fotópályázat) Selected Winners
- 2008 Festmény átadás Kabdebó Tamás jubileumi kötetének bemutatóján, Dublini Magyar Nagykövetség (IRL)
- 2009 XV. Sarajevo Film Festival (BIH) - STC Talent Campus, Tonight Tonight Tomorrow c. kisfilm alapján
- 2010 AERA Property & Destination (logó design pályázat) I. díj
- 2011 ArtSlant International Contemporary Art Network (USA) (rajz kategória) Showcase Winner
- 2011 West London Art Factory (ENG) Nominated Final 5
- 2012 Mai Manó Ház, Magyar Fotográfusok Háza[9] / Indafotó (fotópályázat)[10][11] – “Duna, nyitott könyv” I. díj
- 2012 Kompánia Színház (fotópályázat) - “Élet-Csend” II.díj
- 2012 Szociográfia, szociofilm és szociofotó a magyar-szlovák határ mentén, Képsorozat kategória: III. díj, Dokumentumfilm kategória: Elismerő oklevél
- 2013 VI. Matricák, Kisméretű Elektrográfiák Nemzetközi Kiállítása, Hommage à Schöffer Miklós kategória díja
- 2014 A XXI. sz. Magyar Drámájáért Alapítvány (fotópályázat) - “Budaörs rejtett kincsei” I.díj
- 2014 3. Mega-Pixel, Digitális Alkotások Országos Tárlata, Zsűri díja
- 2015 TAT Kortárs Művészeti Galéria Budapest – “Másképp” Képzőművészeti pályázat I. díj
- 2016 ArtSlant International Contemporary Art Network - ArtSlant Awards (rajz kategória) Juried Winner
- 2016 The Sea, Your Daily Photograph (YDP), Duncan Miller Gallery, Santa Monica, CA (USA) Selected winners
- 2016 Simsay Ildikó-díj – A Magyar Képzőművészeti és Iparművészeti Társaságok Szövetségének (MKITSZ) díja
- 2017 Disappearing, Your Daily Photograph (YDP), Duncan Miller Gallery, Santa Monica, CA (USA) Selected winners
- 2017 39. REÖK Nyári Tárlat Biennálé, Zsűri díja
- 2017 Reformáció-500 - Kortárs Grafikai Szemle, Főnix Rendezvényszervező Közhasznú Nonprofit Kft. díja
- 2018 Light Proof, Cork Photo Festival 2018 / Cork Printmakers[12] (IRL) Digital Printmaking Award
- 2018 Summer, to me, Your Daily Photograph (YDP), Duncan Miller Gallery, Santa Monica, CA (USA) Selected winners
- 2018 2. Digitális Agora, Nemzetközi Digitális Művészeti Triennálé, Symposion Társaság[13] díja
- 2018 5. Székelyföldi Grafikai Biennálé[14] (RO) Zereda Művésztelep[15] díja[16]
- 2021 3. Digitális Agora, Nemzetközi Digitális Művészeti Triennálé, Zsűri díja
- 2022 Bridges, Your Daily Photograph (YDP), Duncan Miller Gallery, Santa Monica, CA (USA) Selected winners
- 2023 Hommage à Neumann, Szakmai elismerő oklevél[17]

1. ↑  https://dublin.mfa.gov.hu/
2. 1 2  https://artcolony-cered.com/
3. ↑  https://www.computerart.hu/
4. ↑  Krnács Ágota. [2022. május 28-i dátummal az eredetiből archiválva]. (Hozzáférés: 2017. január 1.)
5. ↑  https://www.facebook.com/SIAC.art/
6. ↑  http://www.bekestaji.hu/
7. ↑  https://alkotomuveszet.hu/
8. ↑  https://www.facebook.com/viztoronyhazmuterem/
9. ↑  https://www.maimano.hu/
10. ↑  „https://maimanohaz.blog.hu/2012/03/21/duna_nyitott_konyv_fotopalyazat_eredmenyhirdetes_i”
11. ↑  „https://artportal.hu/magazin/duna-nyitott-konyv-fotopalyazat-eredmenyhirdetes-i/”
12. ↑  https://www.corkprintmakers.ie/
13. ↑  https://symposion.hu/muvesztelepi-szervezetek/symposion-tarsasag/
14. ↑  https://gbiennial.ro/hu/
15. ↑  https://www.facebook.com/nyaradszeradaimuvesztelep
16. ↑  Díjak 2018. (Hozzáférés: 2012. február 2.)
17. ↑  Dandoy Gabriella: Tudomány és művészet találkozása az A22 Galériában. (Hozzáférés: 2023. június 12.)

## Közgyűjteményekben őrzött művei
- Magyar Belügyminisztérium
- Budapest Dublini Magyar Nagykövetség (IRL)
- Magyar Képzőművészeti és Iparművészeti Társaságok Szövetsége - MKITSZ
- BA MEM - Bohár András Magyar Elektrográfiai Múzeum és Gyűjtemény, Szigetvár
- Magyar Elektrográfiai Társaság - MET archívuma, Budapest
- Dornyay Béla Múzeum (Nógrád Történeti Múzeum), Salgótarján
- Ars Longa Művészeti Egyesület / Artcolony Cered
- Zereda Művésztelep, Nyárádszereda (RO)
- Szlovákiai Magyar Adatbank (SK)
- Székelyföldi Grafikai Biennálé Gyűjteménye, Sepsiszentgyörgy (RO)
- Országos Tervezőgrafikai Biennálé Gyűjteménye, Budapest
- Kapos Art Képző- és Iparművészeti Egyesület, Kaposvár
- CODA Museum, Apeldoorn (NL)
- Irish Hungarian Business Association (IRL)
- Your Daily Photograph (YDP), Duncan Miller Gallery, Santa Monica, CA (USA)
- Cork Printmakers, Cork (IRL)
- International Salon of Caricature, Zemun (SR) Aydin Doğan Vakfi, International Cartoon Foundation, Isztambul (TR)
- MÚOSZ, Karikatúrista Szakosztály, Budapest
- Ministry of Posts & Telecommunications, Tokyo (JPN)
- Nádor Galéria, Budapest
- Monok Megyei Önkormányzat, Monok
- Reguly Társaság, Budapest

## Kiadványok
- https://issuu.com/krnago Agota Krnacs Szerző profilja | FlipHTML5 Kiadó